# Abu Alabás ibne Alfurate
Abu Alabás ibne Jafar ibne Alfurate (Abu al-Abbas ibn Ja'far ibn al-Furat) foi o filho do poderoso vizir iquíxida Jafar ibne Alfurate. Foi nomeado vizir pelo califa fatímida Aláqueme (r. 996–1021) em 1014/1015, mas foi executado depois de poucos dias.